# Delta Leonis
Désignations
Delta Leonis (δ Leo / δ Leonis), également nommée Zosma, est une étoile de la constellation du Lion. Sa magnitude apparente est de 2,56. D'après la mesure de sa parallaxe annuelle par le satellite Hipparcos, l'étoile est située à ∼ 58,4 a.l. (∼ 17,9 pc) de la Terre. Elle s'éloigne du Système solaire à une vitesse radiale de +21 km/s.

## Nomenclature
δ Leonis, latinisé Delta Leonis, est la désignation de Bayer de l'étoile. Elle porte également la désignation de Flamsteed de 68 Leonis.
Zosma est le nom propre de δ Leonis aujourd’hui approuvé par l’Union astronomique internationale (UAI). C’est le grec ζώσμα, « ceinture », pris par erreur à la Renaissance comme décrivant la position de cette étoile dans un texte grec médiéval, là où Ptolémée emploie ỏσϕῦς, « hanche ». Il semble que le nom soit introduit par Giuseppe Piazzi (1814). Le fait qu’il soit relevé par Richard Hinckley Allen a permis sa diffusion dans les catalogues du XXe siècle.
Cette étoile a aussi des noms empruntés à la langue arabe :
Le premier nom est Duhr. C’est, au départ, l’arabe ظهرالأسد Ẓuhr al-Asad, « le Dos du Lion », dans le cadre du Lion gréco-arabe. On le trouve sur l’astrolabe, notamment chez ᶜAbd al-Raḥmān al-Ṣūfī . Le nom est introduit par Johann Bode (1801) , sous le forme Duhr el-Asad, directement reprise chez Friedrich Wilhelm Lach (1796), lequel a trouvé la transcription Duhr AlAsad donnée par Thomas Hyde (1665) dans sa traduction du سلطانی Zīğ-i Sulṭānī ou « Tables sultaniennes » d’Uluġ Bēg (1437) par Hyde. Le nom est ensuite raccourci dans des catalogues du XIXe siècle sous la forme Duhr et sa variante Dhur, comme le relève Richard Hinckley Allen (1899) qui écrit Duhr et Dhur, ce qui lui permet une large diffusion.
Un autre nom, plus rare, est Zubra. C’est l'arabe الزبرة al-Zubra, qui est, avec pour sens premier de « Fragment », le nom de la XIe des manāzil al-qamar ou « stations lunaires », ce qui donne la forme Algubra dans la liste latine des stations de Jean de Séville (ca. 1130). Le nom très tôt interprété comme « la Crinière du Lion » dans le cadre du « Superlion » élaboré dans le ciel arabe traditionnel. Le nom passe dans les catalogues du XIXe sous diverses formes, notamment El-Zubra, donnée par Ludwig Ideler (1806), et Zubra, relevée par  Richard Hinckley Allen.

## Propriétés
Zosma est classée comme une étoile sous-géante blanche de type spectral A5IV(n) par Gray et al. (2003), suggérant qu'elle commencerait à évoluer hors de la séquence principale. Cependant, les modèles d'évolution stellaire montrent qu'il lui reste encore 30 % de sa vie sur la séquence principale, et la plupart des classifications anciennes la classaient comme une étoile blanche de la séquence principale ordinaire. L'étoile est 1,94 fois plus massive que le Soleil et elle est estimée être âgée de 626 millions d'années. Ayant une masse plus importante que le Soleil, elle aura une durée de vie plus courte, et dans environ 600 millions d'années elle enflera en une étoile géante rouge avant de décliner lentement en une naine blanche à carbone et à oxygène.
Zosma tourne rapidement sur elle-même, avec une vitesse de rotation projetée de 180 km/s. Cela donne à l'étoile une forme aplatie avec un bourrelet équatorial qu'on estime être 9 % plus grand que son rayon polaire. Elle est 25,6 fois plus lumineuse que le Soleil et sa température de surface est de 8 449 K. C'est une étoile variable suspectée, avec une possible variation entre les magnitudes 2,54 et 2,57.